# Une façon d'aimer
Une façon d'aimer est un roman de l'écrivaine française Dominique Barbéris paru en 2023 aux éditions Gallimard.
Il reçoit en 2023 le Grand prix du roman de l'Académie française.